# ولاد سي بوحيى رضات (ولاد بوخصيب)
ولاد سي بوحيى رضات هو دُوَّار يقع بجماعة سيدي امحمد الشلح، إقليم سيدي قاسم، جهة الرباط سلا القنيطرة في المملكة المغربية. ينتمي الدوّار لمشيخة ولاد بوخصيب التي تضم 7 دواوير. يقدر عدد سكانه بـ 296 نسمة حسب الإحصاء الرسمي للسكان والسكنى لسنة 2004.

## روابط خارجية
- البوابة الوطنية للجماعات الترابية
- المندوبية السامية للتخطيط